# Kate Mosse

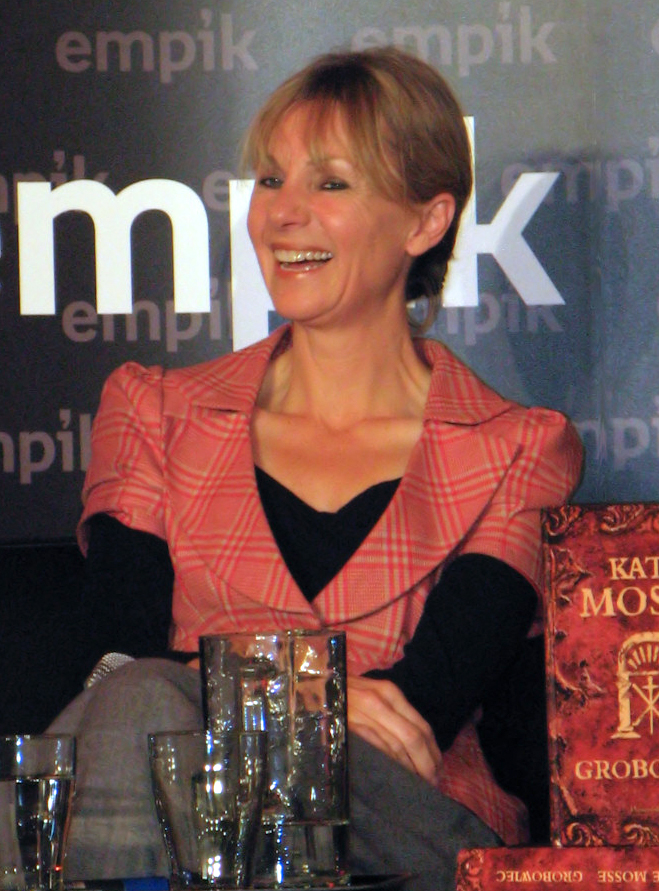
Kate Mosse en Varsovia en 2008.

Kate Mosse (nacida el 20 de octubre de 1961 en Londres) es una escritora y presentadora de televisión inglesa. Es conocida principalmente por su novela de 2005 El laberinto (novela), traducida a más de 37 idiomas, y que le valió el Premio British Book de 2006. Sus novelas bestsellers han vendido millones de copias en más de 40 países.
En 1996 cofundó el Premio Orange, del que también es Directora de Honor. En el año 2000 fue nombrada European Woman of Achievement (Mujer europea de éxito traducido en español) por su contribución a las artes.

### Novelas
- Eskimo Kissing (1996)
- Crucifix Lane (1998)
- Laberinto (Trilogía del Languedoc libro 1 (Labyrinth, Book I Languedoc Trilogy, 2005)
- Sepulcro (Trilogía del Languedoc libro 2 (Sepulchre, Book II Languedoc Trilogy, 2007)
- Los fantasmas del invierno (The Winter Ghosts, 2009)
- Citadel (Book III Languedoc Trilogy, 2012)
- The Mistletoe Bride & Other Haunting Tales (short stories, 2013)
- The Taxidermist's Daughter (2014)

### Libros no ficción
- Becoming a Mother (1993)
- The House: Behind the Scenes at the Royal Opera House, Covent Garden (1995)
- Chichester Festival Theatre at Fifty (2012)